# Ёлкино (Московская область)
Ёлкино — деревня в Воскресенском муниципальном районе Московской области. Входит в состав городского поселения Хорлово. Население — 380 чел. (2010).

## География
Деревня Ёлкино расположена в южной части Воскресенского района, примерно в 5 км к востоку от города Воскресенска. Высота над уровнем моря 120 м. Рядом с деревней протекает река Медведка. В деревне 8 улиц, приписано 3 СНТ. Ближайший населённый пункт — рабочий посёлок Хорлово.

## Название
Название связано с некалендарным личным именем Ёлка.

## История
В 1852 году в деревне Ёлкино было 79 дворов. В деревне располагалась деревянная церковь и школа на 2 класса.
В 1926 году деревня являлась центром Ёлкинского сельсовета Колыберовской волости Коломенского уезда Московской губернии.
На востоке ранее располагалась деревня Жуково. В XX веке Жуково было присоединено к Ёлкино.
С 1929 года — населённый пункт в составе Воскресенского района Коломенского округа Московской области, с 1930 года, в связи с упразднением округа, — в составе Воскресенского района Московской области.
В Ёлкино располагается старообрядческая деревянная церковь Ильи Пророка Белокриницкого согласия.
До муниципальной реформы 2006 года Ёлкино входило в состав Ёлкинского сельского округа Воскресенского района.

## Население
В 1926 году в Ёлкино числилось 415 мужчин и 503 женщины (918 человек), проживающих в 197 крестьянских дворах. По переписи 2002 года — 427 человек (191 мужчина, 236 женщин).
| 1926 | 2002 | 2010 |
| ---- | ---- | ---- |
| 918  | ↘427 | ↘380 |